# 池田詮政

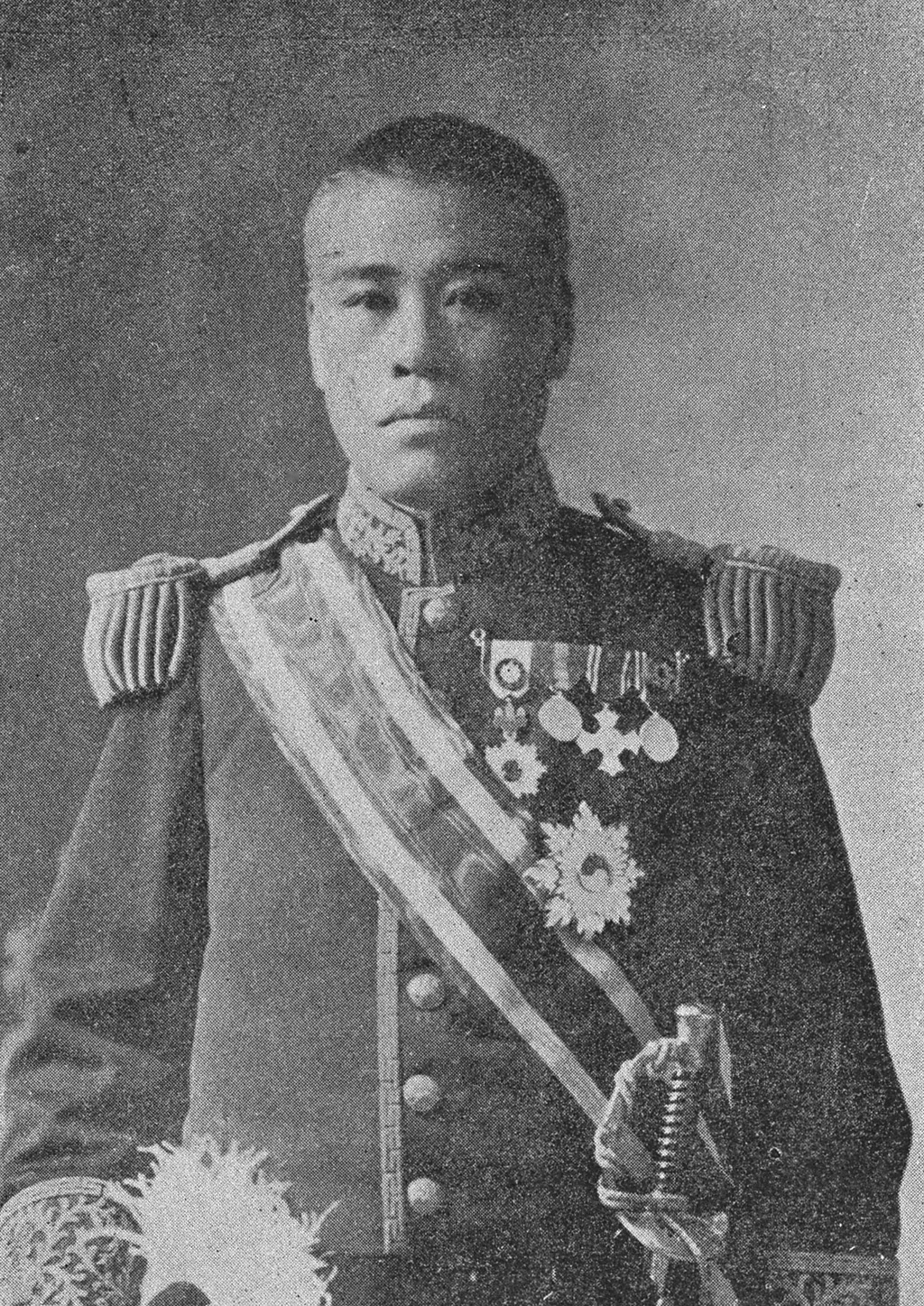
池田詮政

池田 詮政（いけだ のりまさ、1866年2月9日（慶応元年12月24日） - 1909年（明治42年）6月1日）は、侯爵・貴族院議員。旧岡山藩池田家第13代当主。
明治維新後に鴨方藩池田家から池田宗家を継承し、備前岡山藩の最後の藩主となった池田章政（政詮）の三男（名前は父の初名を逆にしたようなものになっている）。母は大垣藩主戸田氏正の娘鑑子。長女は、細川護立の妻で細川護煕元首相の祖母にあたる細川博子。孫は、昭和天皇の四女・池田厚子（順宮厚子内親王）の夫池田隆政。兄の池田政保は父が池田宗家を継承する際に鴨方家に残り、幼少ながら家督を継いで鴨方家当主として生涯を送り、父と共に池田宗家へ移った次男の詮政が宗家を継承することとなった。

## 経歴
- 1866年（慶応元年） 備前国（現在の岡山県）生まれ。幼名銀三郎。
- 1882年（明治15年） フランスに留学。
- 1889年（明治22年） 公爵島津忠義の次女充子と離婚。
- 1890年（明治23年） 久邇宮朝彦親王の三女安喜子女王と結婚。
- 1903年（明治36年） 父章政の死去により侯爵を継承。貴族院議員。
- 1909年（明治42年） 胆石病のため東京府荏原郡大崎村の自邸で死去[1]。

## 栄典
- 勲四等
- 1903年（明治36年）
  - 7月1日 - 侯爵（襲爵）[2]
  - 12月11日 - 従三位[3]
- 1906年（明治39年）4月1日 - 勲四等旭日小綬章[4]
- 1909年（明治42年）6月1日 - 正三位[5]

## 子女
- 前妻：島津充子 - 島津忠義の三女
  - 長女：細川博子 - 細川護立夫人
- 後妻：池田安喜子 - 久邇宮朝彦親王の第三王女
  - 次女：烏丸鋠子（しんこ）[6] - 烏丸光大（烏丸光亨長男）夫人
  - 三女：六条温子（よしこ）[6] - 六条有直（六条家26代当主）夫人
  - 長男：池田禎政 - 第14代当主
  - 次男：池田政鋹 - 池田政保養子
  - 三男：池田宣政 - 第15代当主、池田隆政の父